# Втрачена лекція Фейнмана
«Втрачена лекція Фейнмана: Рух планет навколо Сонця» (англ. Feynman’s Lost Lecture: The Motion of Planets Around the Sun) — книга, заснована на лекції Річарда Фейнмана. Відновили із лекційних нотаток і надали форми книги фізик із Каліфорнійського технологічного інституту (Калтех) Девід Л. Ґудстейн та архіваріус Джудіт Р. Ґудстейн. Фейнман прочитав лекцію про рух планет у Калтеху 13 березня 1964 року, але нотатки та малюнки були втрачені і, отже, не включені до серії «Фейнманові лекції з фізики». Конспекти лекцій було знайдено, але без фотографій малюнків на дошці. Один із редакторів, Девід Л. Гудстейн, заявив, що спочатку без фотографій було дуже складно з'ясувати, які діаграми він мав на увазі в аудіокасетах, але виявлені пізніше його власні лекційні нотатки дозволили повністю відновити логічну структуру лекції.

Побудова Фейнмана

## Огляд
Ви можете пояснити людям, які погано знають фізику, ранню історію… що відкрив Ньютон… закони Кеплера, закон рівних площ, що рух залежить від Сонця тощо. І потім — увага — вони завжди запитують: «Ну, звідки ви знаєте, що це еліпс, якщо це обернений квадрат?» Ну, це страшенно важко, про це не може бути й мови. Але я спробував знайти найпростіший шлях, який міг.
У лекції, прочитаній для широкої аудиторії, Фейнман намагається подати просту геометричну демонстрацію, що перший закон Кеплера про еліптичні орбіти планет є необхідним наслідком двох інших законів Кеплера.
Структура лекції Фейнмана:
- Історичний вступ до матеріалу.
- Огляд деяких геометричних властивостей еліпса.
- Ньютонівська демонстрація того, що рівні ділянки за рівний час еквівалентні силам, спрямованим на Сонце.
- Демонстрація Фейнмана по те, що рівні зміни швидкості відбуваються під однаковими кутами на орбіті.
- Демонстрація Фейнмана з використанням методів Уго Фано, що за цих змін швидкості орбіта є еліптичною.
- Обговорення експериментів Резерфорда з розсіянням альфа-частинок та відкриттям атомного ядра.

Аудіозапис лекції також включає двадцять хвилин відповідей на запитання студентів.